# ЭОН-1
ЭОН-1 (Экспедиция особого назначения № 1) — экспедиция отряда кораблей Балтийского флота с целью переброски их в Мурманск для формирования Северной военной флотилии — первого формирования будущего Северного флота ВМФ России, — состоявшаяся в 1933 году.

## Состав экспедиции
- Эсминец «Урицкий» (командир — Мельников А. С.)
- Эсминец «Рыков» (командир — Рыков С. С.),
- Сторожевой корабль «Ураган» (командир — Визель Г. А.)
- Сторожевой корабль «Смерч» (командир — Фокин В. А.),
- Подводная лодка Д-1 «Декабрист» (командир — Секунов Б. А.)
- Подводная лодка Д-2 «Народоволец» (командир — Рейснер Л. М.)
- баржи, буксиры и катера, обеспечивающие переход

## Ход экспедиции
Экспедиция была сформирована 15 апреля 1933 года приказом народного комиссара по военным и морским делам Ворошилова
Возглавил ЭОН-1 командир бригады эскадренных миноносцев МСБМ (Морских сил Балтийского моря — так тогда назывался Балтийский флот) З. А. Закупнев, начальником штаба экспедиции был назначен И. С. Исаков, начальником политотдела — П. П. Байрачный. Общее руководство подготовкой и проведением экспедиции осуществлял первый секретарь Ленинградского обкома ВКП(б) С. М. Киров.
Перед походом в целях уменьшения осадки, корабли были максимально облегчены, — помимо прочего было снято и погружено на баржи сопровождения артиллерийское и торпедное вооружение, личный состав был сокращен до предела. Для обеспечения возможности прохода под мостами были демонтированы все мачты.
Корабли ЭОН-1 вышли из Кронштадта 18 мая 1933 года, прошли по Неве до Ладожского озера. Далее экспедиция разделилась — баржи и катера из-за плохой погоды повели буксирами по Новоладожском каналу, соединяющему Неву со Свирью, а корабли и подводные лодки пошли своим ходом через Ладожское озеро до порта Свирица в устье реки Свирь.
Для перехода по мелководной Свири до Онежского озеро эсминцы были максимально облегчены и загружены в импровизированные деревянные плавучие доки. В таком виде они дошли до города Вознесенье, где снова самостоятельно стали на воду.
Осадка подводных лодок позволила пройти им Свирь без дополнительных приспособлений, но на Сиговых порогах подводные лодки тянули четыре мощных колёсных буксира в ордере «цугом». Сильное течение бросало лодку от одного берега к другому, и, чтобы она не села на мель, её с обоих бортов удерживали небольшие винтовые буксиры.
Далее корабли своим ходом прошли по Онежскому озеру до города Повенец, где более месяца простояли в ожидании завершения работ на шлюзах Беломорско-Балтийского канала, — к тому времени строительство Беломорканала ещё не было завершено.
После окончания строительных работ экспедиция продолжила путь, пройдя 19 шлюзов и преодолев водораздел Балтийского и Белого морей, расположенный на высоте 102 метра над уровнем моря.
20 июля 1933 все корабли ЭОН-1 прибыли в порт Сорока (ныне Беломорск), расположенный на берегу Белого моря.
21 июля на пароходе «Товарищ Анохин» в порт Сорока по только что построенному Беломорско-Балтийскому каналу прибыла правительственная делегация в составе Сталина И. В., Ворошилова К. Е., Кирова С. М. и Ягоды Г. Г.. Сталин, Ворошилов и Киров обошли строй экипажей кораблей ЭОН-1, поздоровались с командирами и личным составом. Были произнесены приветственные речи, после чего руководители партии и правительства осмотрели эсминец «Урицкий» и подводную лодку «Декабрист».
В порту Сорока на корабли ЭОН-1 был снова погружен боезапас и продовольствие, установлено вооружение, смонтированы мачты, доставленные туда на баржах.
Через две недели корабли вышли из Сорокской бухты и 5 августа 1933 года прибыли в Мурманск, где вошли в состав Северной военной флотилии, сформированной циркуляром начальника штаба РККА от 1 июня 1933 года, которая положила начало Северному флоту СССР.
Всего поход длился два с половиной месяца — с 18 мая по 5 августа 1933 года.